# Miguel Cabrera (beisebol)
José Miguel Cabrera Torres (nascido em 18 de abril de 1983), normalmente conhecido como Miguel Cabrera e apelidado de "Miggy", é um  jogador venezuelano de beisebol atuando como primeira base e terceira base do Detroit Tigers na Major League Baseball (MLB). Desde sua estreia em 2003 Cabrera foi por duas vezes MVP da Liga Americana (AL), quatro vezes campeão em rebatidas da AL e dez vezes convocado para o Jogo das Estrelas da Major League Baseball. Ele tem jogado como primeira base e terceira base na maioria do tempo mas jogava principalmente como campista esquerdo e campista direito antes de 2006. Conseguiu a 17ª  Tríplice Coroa da MLB em 2012, o primeiro a fazê-lo em 45 temporadas.